# Grob G 120TP

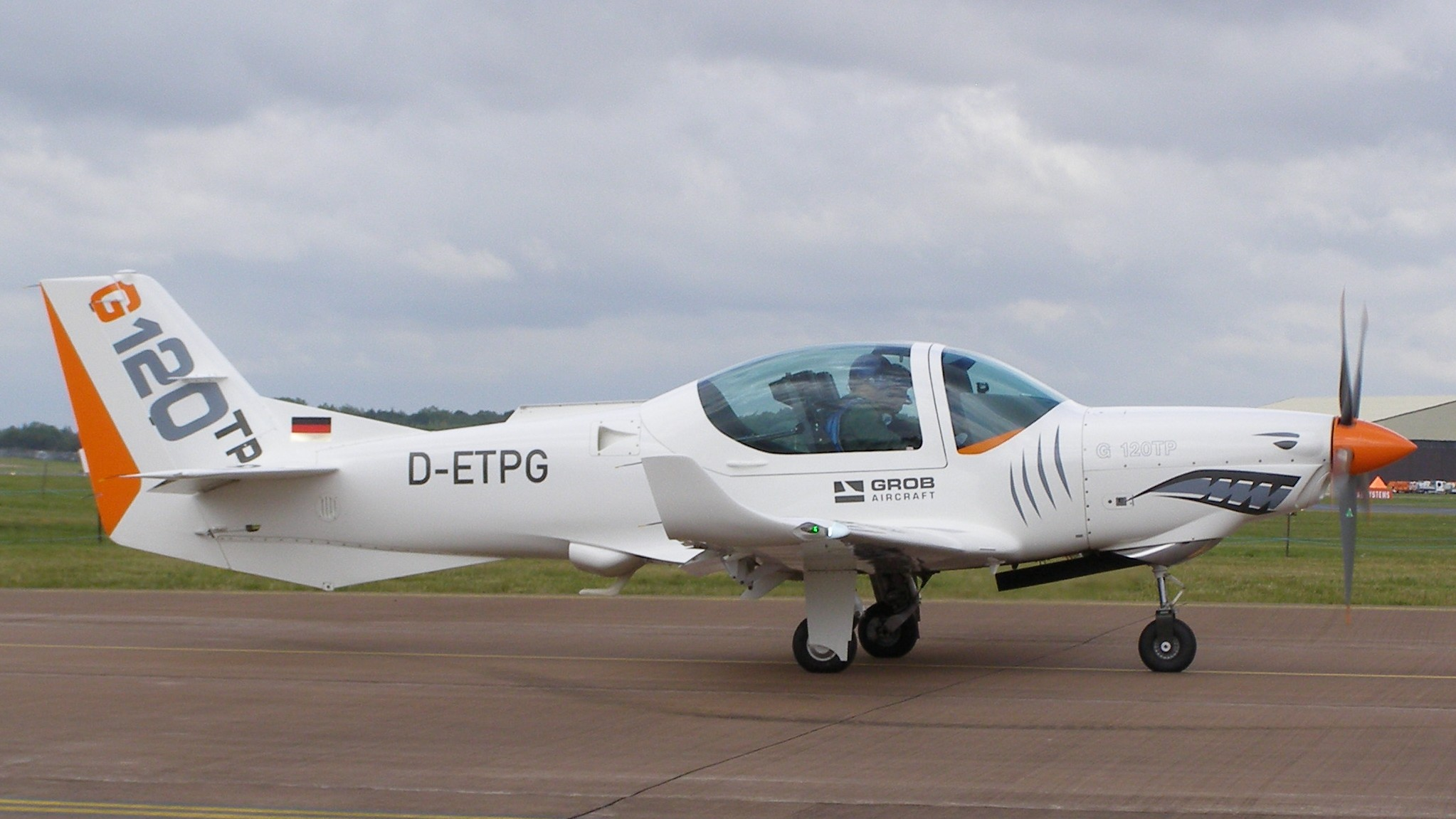
G 120TP em 2011

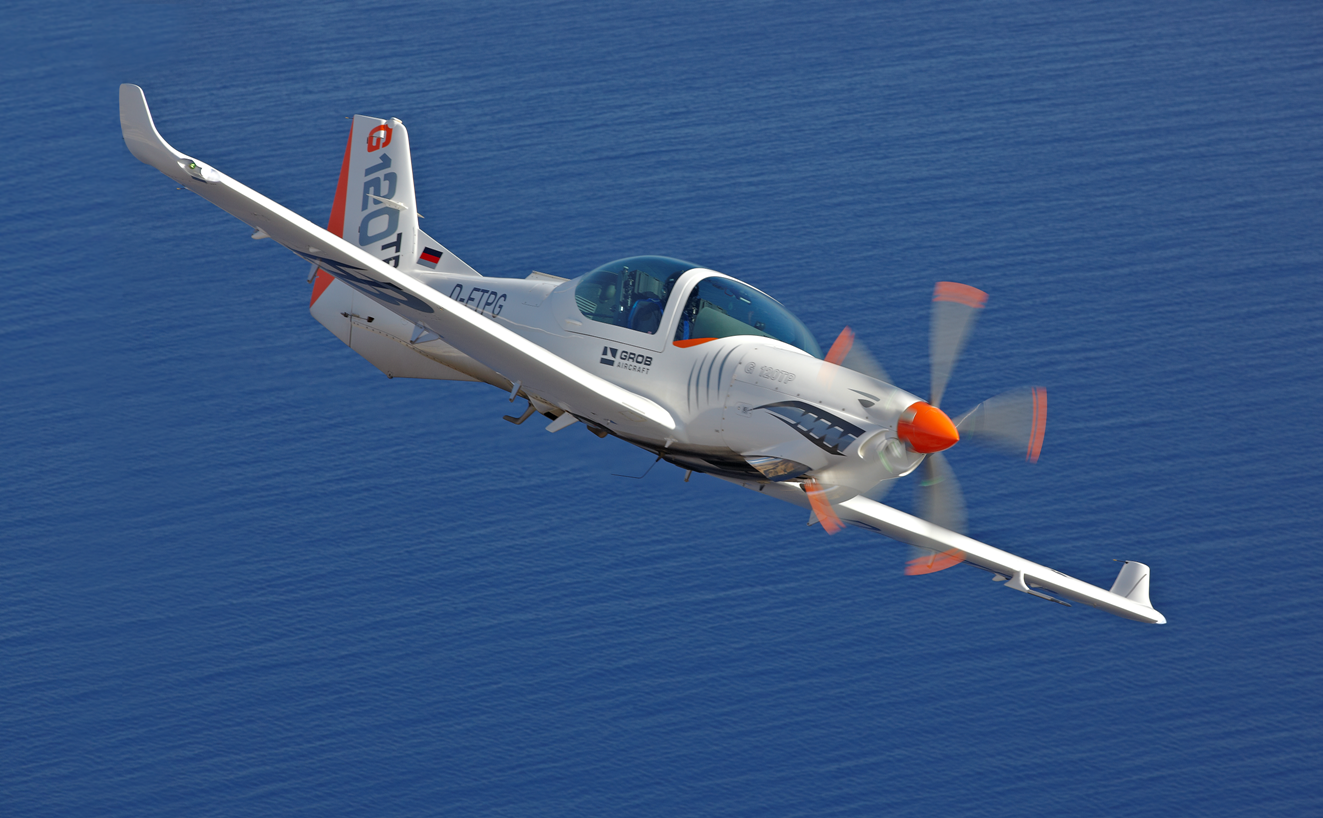
G 120TP tirando fotos em alto mar

O Grob G 120TP é um avião treinador turboélice de dois assentos de asa baixa e produzido com materiais compósitos, produzido pela Grob Aircraft. É baseado no treinador Grob G 120A e foi desenvolvido para treinamento de pilotos civis e militares. Possui um trem de pouso triciclo retrátil e uma cauda baixa.
O primeiro cliente da aeronave foi a Força Aérea da Indonésia. A certificação da EASA foi recebida em Maio de 2013.

## Projeto e desenvolvimento
Projetado para ser um desenvolvimento do G 120A, o G 120TP acabou se tornando neste processo uma aeronave completamente nova. Devido à nova motorização, o G 120TP oferece novas possibilidades para treinamento básico e avançado de pilotos, onde pode ser usado antes do treinamento para aviões a jato.
A célula é fabricada de plástico com reforço de fibra de vidro e recebe testes de +6/-4g. A asa é feita de polímero de fibra de carbono reforçado e equipada com winglets.
A cabine de pilotagem tem espaço para alunos e instrutores utilizando equipamentos militares e capacetes. O sistema de controle HOTAS é similar ao encontrado em outros tipos de aeronaves que os alunos podem voar mais tarde em suas carreiras. Logo, o treinamento básico e avançado de voo para uma futura aeronave de transporte, helicóptero ou a jato é possível. A cabine é equipada com assentos movíveis, ou com assentos ejetores opcionais Martin-Baker Mk.17. O painel de instrumentos pode ser equipado com o sistema digital de quatro telas Genesys Aerosystems IDU-680 EFIS. Um sistema de piloto automático e ar condicionado também estão disponíveis, além de um sistema de oxigênio e uma segunda manete de potência.

## Operadores

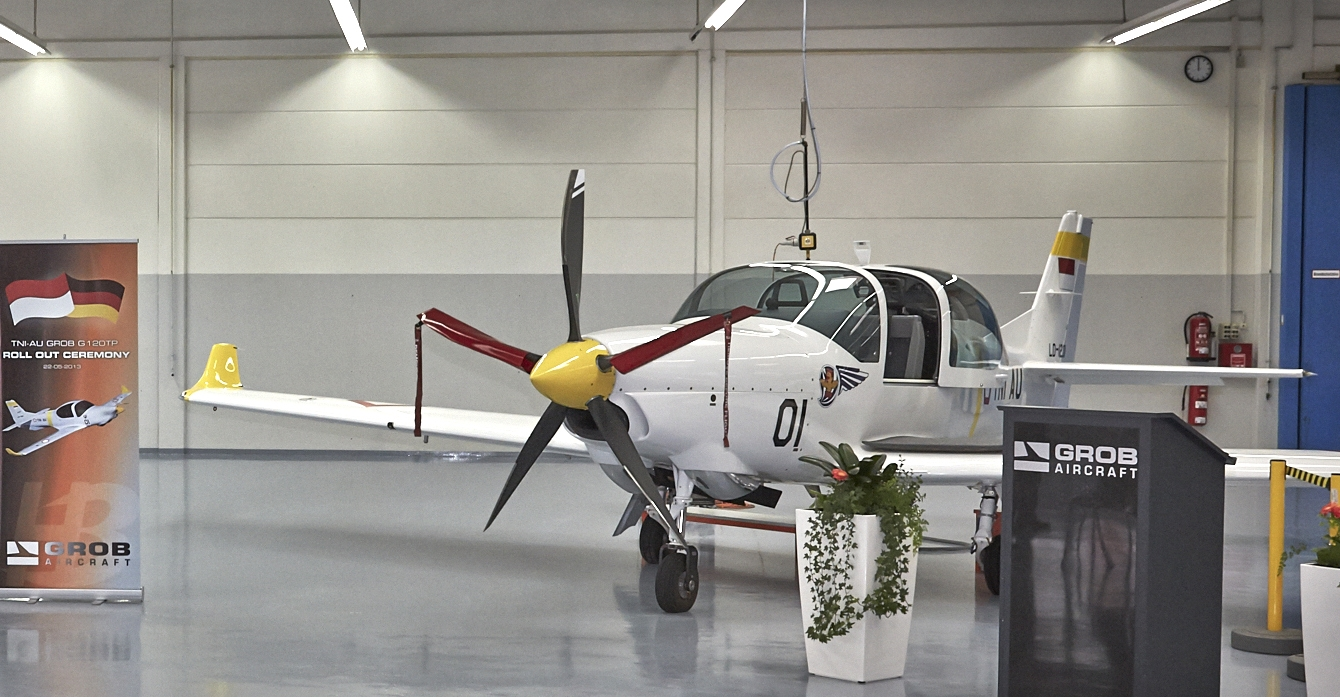
Cerimônia de entrega de 4 de 18 (com opção para mais 14) G 120TPs para a Força Aérea da Indonésia

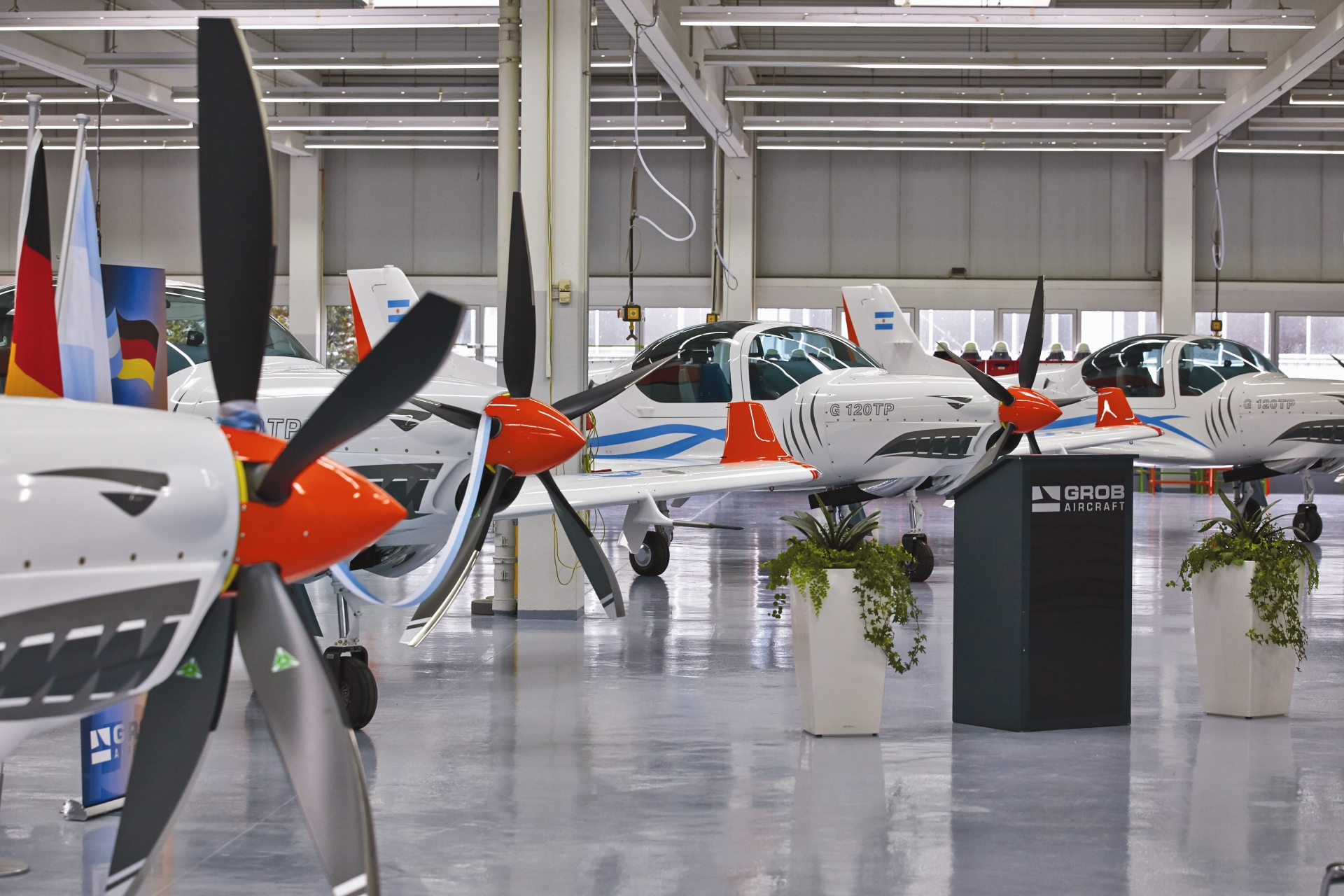
Cerimônia de entrega da primeira compra de quatro G 120TPs (10 pedidos com opção para mais cinco) para a Argentina

Argentina
A Argentina é o segundo operador do G 120TP. As entregas da primeira compra de quatro aeronaves iniciou em Junho de 2013, com uma entrega total de 10 aeronaves (+5).
 Indonésia
O cliente de lançamento do G 120TP foi a Força Aérea da Indonésia, que opera uma frota de 24 aeronaves com mais seis pedidos, além de um simulador "FTD" (em inglês:  Flight Training Device) do G 120TP.
 Jordânia
A Força Aérea da Jordânia fez um pedido de 14 aeronaves em conjunto com um sistema de treinamento baseado em computador (CBT) e um FTD do G 120TP para treinamento elementar de pilotos. A aeronave entrou em serviço em Abril de 2017. Na mesma época, a Grob confirmou que havia entregue 12 de 14 aeronaves pedidas.
 México
A Força Aérea Mexicana selecionou o Grob G 120TP como seu novo treinador elementar. O contrato contém 25 aeronaves (+15) equipada com o sistema Genesys Aerosytems EFIS IDU-680. A entrega das primeiras aeronaves foi em Fevereiro de 2015 e as últimas em Fevereiro de 2016. O treinamento será realizado em sistema CBT e quatro FTD's do G 120TP.
 Myanmar
A Força Aérea de Myanmar opera uma frota de 20 20 G 120TP (+10) equipados com o sistema Genesys Aerosystems EFIS IDU-680. O treinamento de pilotos é auxiliado pelo sistema CBT e um FTD.
 Reino Unido
O Sistema de Treinamento de Voo Militar do Reino Unido (em inglês:  UK Military Flying Training System (MFTS)) fornece o treinamento elementar a pilotos em 23 G 120TP. O sistema substitui os programas de treinamento de asa fixa e rotativa da Força Aérea Real, Marinha Real Britânica e da Army Air Corps. O provedor de serviços Ascent inclui o G 120TP em conjunto com o Beechcraft T-6 Texan II, para treinamento inicial, básico e avançado, e com o Embraer Phenom 100 para o segmento de pilotos de transporte.
 Estados Unidos
O Exército dos Estados Unidos selecionou o G 120TP para fornecer treinamento inicial e periódico para mais de 600 pilotos do Exército e da Força Aérea dos Estados Unidos anualmente, cobrindo a transição de aviadores de asa rotativa do exército e estudantes iniciais de asa fixa.
Em conjunto com a CAE USA, a Grob Aircraft irá fornecer serviços de treinamento incluindo aulas teóricas, simulaor e treinamento de voo com um total de 6 aeronaves, 1 FTD e 1 treinador de procedimentos em um novo centro de treinamento que será construído no Aeroporto Regional de Dothan, no Alabama, próximo ao "Centro de Excelência da Aviação do Exército dos Estados Unidos" (USAACE) em Fort Rucker.